# Marian Nebelin
Marian Nebelin (* 6. Februar 1982 in Leverkusen) ist ein deutscher Historiker.

## Leben
Nach dem Studium (2002–2009) der Fächer Geschichte, evangelische Religionslehre und Philosophie/Ethik für das höhere Lehramt an Gymnasien in Dresden und Paris war er von 2010 bis 2015  wissenschaftlicher Mitarbeiter am Lehrstuhl für Alte Geschichte an der HU Berlin. Nach der Promotion 2014 bei Claudia Tiersch und Martin Jehne im Fach Alte Geschichte an der TU Dresden mit einer umfangreichen Studie zu Cicero war er seit 2015 Juniorprofessor für Antike und Europa mit besonderer Berücksichtigung der Antikerezeption an der TU Chemnitz. Seit 2023 ist er Inhaber der W2-Professur „Geschichte der Antike und der Antikerezeption in der Moderne“ an der TU Chemnitz.
Nebelins Forschungsschwerpunkte sind die europäische Geschichte in Antike und Moderne, die Kulturgeschichte des Politischen in der Antike, politische Ideengeschichte und Intellectual History (besonders zu Demokratietheorie im klassischen Athen; Cicero; Walter Benjamin; Stefan Zweig und Reinhart Koselleck) sowie vor allem die Rezeptions- und Wissenschaftsgeschichte (besonders der Antike bzw. der Altertumswissenschaften, u. a. mit Untersuchungen zu Pierre de Coubertin und Ernst Curtius).

## Schriften (Auswahl)
- Walter Benjamin und die Besiegten. Theologie – Verlust – Geschichte. Hamburg 2007, ISBN 3-8300-3035-5.
- Freiheit und Gewalt. Die Semantik des Politischen bei Cicero. Dresden 2014 (unveröffentlichte Dissertation).
- Europas imaginierte Einheit. Kulturgeschichte und Antikenrezeption bei Stefan Zweig. Köln 2024.